# Clossiana borealis
Clossiana borealis är en fjärilsart som beskrevs av Otto Staudinger 1861. Clossiana borealis ingår i släktet Clossiana och familjen praktfjärilar. Inga underarter finns listade i Catalogue of Life.